# David Ives
David Ives (Chicago, 11 luglio 1950) è un drammaturgo, sceneggiatore e librettista statunitense.

## Biografia
Nato e cresciuto a Chicago, ha studiato letteratura inglese alla Northwestern University e drammaturgia a Yale. 
Dopo aver esordito come commediografo nel 1972 con Canvas, Ives ha ottenuto il successo nell'Off-Broadway durante gli anni ottanta e novanta con una serie di atti unici, tra cui Words, Words, Words, Sure Thing e Ancient History. Oltre aver tradotto e adattato dal francese commedie di Feydeau e Corneille, Ives ha scritto numerosi libretti di musical e opere liriche, tra cui il testo della prima statunitense di Tanz der Vampire e il libretto dell'ultimo musical di Stephen Sondheim, Here We Are. A livello internazionale è noto soprattutto per il dramma Venere in pelliccia, portato in scena a Broadway nel 2011 e in Italia nel 2016, nonché riadattata per il cinema da Roman Polanski con una sceneggiatura co-scritta dallo stesso Ives e premiata con il Premio Lumière per la migliore sceneggiatura.

## Vita privata
È sposato con l'illustratirce Martha Ives dal 1997.

## Filmografia parziale
- Venere in pelliccia (La Vénus à la fourrure), regia di Roman Polański (2013)

## Riconoscimenti
- Premio César
  - 2014 - Candidatura per il miglior adattamento per Venere in pelliccia
- Premio Lumière
  - 2014 - Migliore sceneggiatura per Venere in pelliccia